# Jennetal

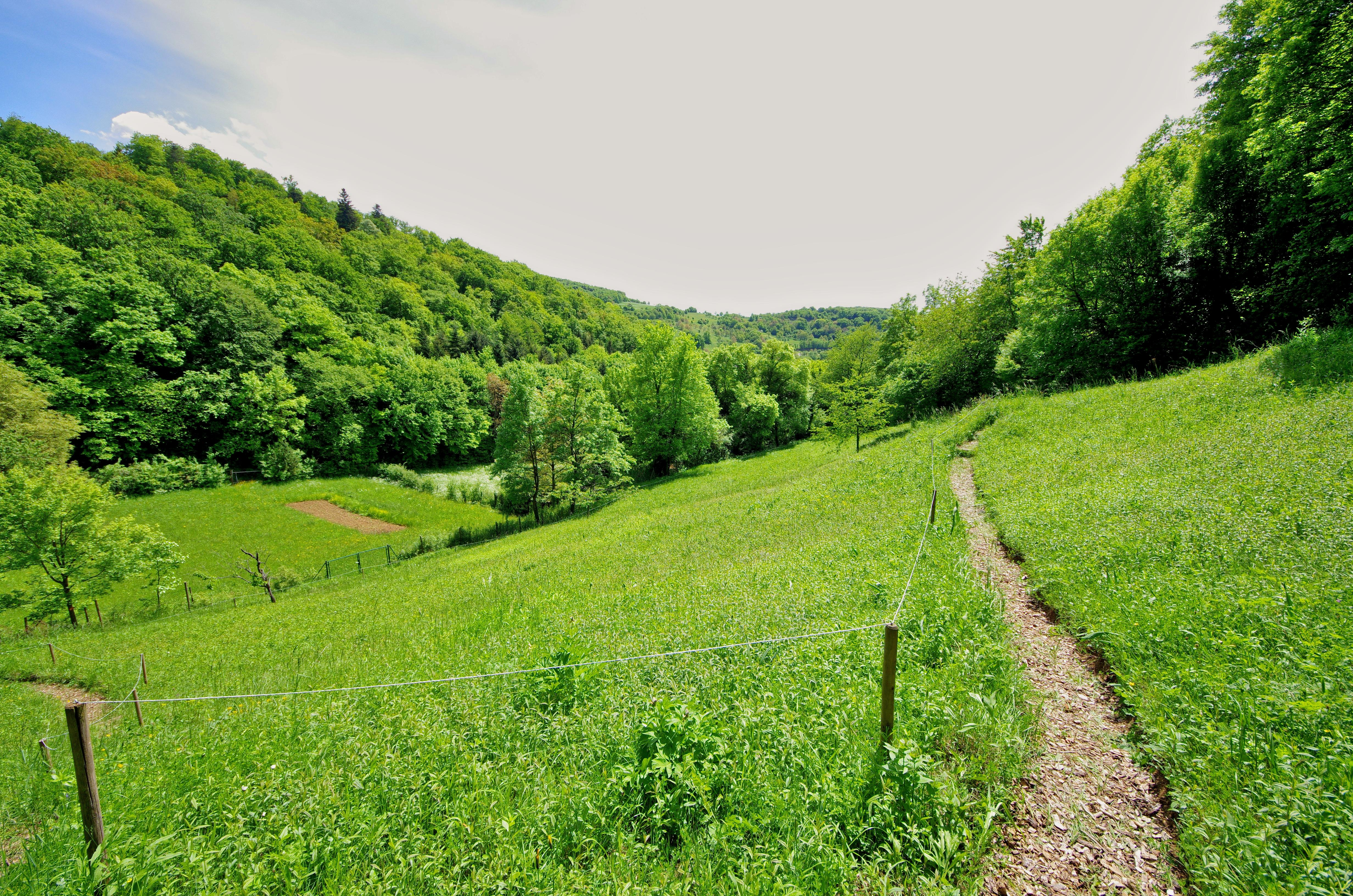
El Sumsergarten en el Jennetal

El Jennetal (el sufijo -tal significa valle) es un valle del Schönberg.

## Ubicación
El Jennetal se encuentra en la ladera suroeste del Schönberg, directamente por encima de Ebringen, a una altitud de entre 340 a 450 m sobre el nivel del mar.

## Sumsergarten
En 1931, el médico Erwin Sumser compró varios lotes de terreno en el Jennetal que él mismo convirtió en reserva natural. Esta reserva natural de originalmente 0,7095 ha fue reconocida como reserva natural oficial en 1937. En 1960 vendió esta reserva, habitualmente llamada Jardín Sumser (del alemán: Sumsergarten), junto con sus otras reservas naturales privadas en la Baar, al estado federado de Baden-Wurtemberg.

## Extensión del área
En 1996, la reserva natural Jennetal fue extendida a casi 23 ha.

## Flora

### Árboles
Entre otros: carpe, roble albar, roble pubescente, espino blanco, serbal común, serbal silvestre

### Plantas
Especies destacadas: orquídea, ophrys, himantoglossum, sello de Salomón